# Giuseppe Matteo Alberti
Giuseppe Matteo Alberti (Bologna, Italië, 20 september 1685 - aldaar, 18 februari 1751), was een Italiaans barokcomponist en violist.

## Leven
Alberti werd in 1705 lid van de Accademia Filarmonica. Vanaf 1709 speelde hij viool in het orkest van de Basiliek San Petronio in Bologna. Later werd hij zes keer verkozen tot voorzitter van de Accademia Filarmonica, de eerste keer in 1721. In 1726 werd hij maestro di capella van San Giovanni in Monte en in 1734 van San Domenico. Alberti was voorloper bij de introductie van Vivaldi's concertstijl in Bologna, en zijn werk werd ook sterk door Vivaldi beïnvloed. Bologna was in die tijd een stad waarvan de orkestrale muziek nog grotendeels onder de invloed van de Corelli-volgers stond. Alberti was zijn hele leven werkzaam voor diverse opdrachtgevers en muzikale instellingen in zijn geboortestad; toch was zijn orkestrale muziek ook buiten Bologna zeer populair, zowel in binnen en buitenland, met name in Engeland. 
Alberti studeerde viool bij Carlo Manzolini en contrapunt met studiegenoten Floriano Maria Arresti en Pietro Maria Minelli. Alberti trad in 1709 op bij het beroemde orkest in de basiliek van San Petronio als violist, en volgens sommige bronnen werd hij tevens concertmeester van dit orkest. Zijn eerste gepubliceerde orkestwerken verschenen in 1713 in Bologna, een reeks van tien concerten per e chiesa per camera, terwijl in de volgende twee decennia verder instrumentale stukken zou worden gepubliceerd in Amsterdam, Londen en in Bologna. Voorts diende hij als Giacomo Perti's vice-maestro di capella (assistent) in San Domenico. Voor deze religieuze instellingen, schreef hij cantates, motetten, en ten minste een oratorium. 
Maar heel weinig sacrale werken van hem zijn gedocumenteerd en nog veel minder zijn er bewaard gebleven. Tijdens zijn leven kreeg Alberti veel kritiek op zijn composities. Zij werden gezien als mindere versies van Antonio Vivaldi. Na zijn dood werd er echter anders over zijn composities gedacht, en hoorde men er duidelijk een "eigen" klank in met elementen uit de academie van Bologna. Zijn muziek kenmerkt zich door expressieve duidelijkheid, mooie melodielijnen, een beknopte melodische opbouw en een goede technische toegankelijkheid.

## Werken
Zijn werken werden beïnvloed door Vivaldi en ze werden erg veel gespeeld in Engeland. Hij schreef voornamelijk instrumentale werken. Hij publiceerde 12 symfonieën en 10 vioolconcerten in zes delen. 

### Instrumentaal
- Sonata Corona di dodici fiori armonici … a 3 (Bologna, 1706)
- 10 concerti per chiesa e per camera, op.  1 (Bologna, 1713)
- Sonate voor viool en basso continuo, op.  2 (Bologna, 1721)
- 12 symfonieën 'op.2' (Amsterdam, 1725)

### Vocaal
- Regina Coeli (Bologna, 1714)
- Cantate: Questo cuor ch'è duro ancora (Bologna, 1719)
- Oratorium: La vergine annunziata (Bologna, 1720)
- Canzonetta's uit La ricreazione spirituale (Bologna, 1730)

- Biblioteca Nacional de España: XX1778313
- Bibliothèque nationale de France: cb147845854 (data)
- Gemeinsame Normdatei: 123683637
- International Standard Name Identifier: 0000 0000 8106 2756
- Library of Congress Control Number: n83174034
- MusicBrainz: 41e2deab-e21f-4c7d-b781-8400b51744f1
- Nationale Bibliotheek van Tsjechië: jn20040517001
- Nationale Bibliotheek van Israël: 987007284360705171
- Nederlandse Thesaurus van Auteursnamen: 095157573
- Istituto Centrale per il Catalogo Unico: MUSV000769
- Système universitaire de documentation: 164012524
- Virtual International Authority File: 27250955
- WorldCat: E39PBJbRpwhKgXKgRTBxcfKmVC